# Har Manor
Har Manor (hebrejsky: הר מנור) je hora o nadmořské výšce cca 600 metrů v severním Izraeli, v Horní Galileji, na hranici s Libanonem.
Je situovaná cca 2 kilometry severovýchodně od vesnice Arab al-Aramša. Má podobu nevýrazné kóty, která jen nepatrně vystupuje z jinak zarovnaného terénního zlomu, jenž sleduje severní stranu vádí Nachal Becet. Podél vrcholové partie tohoto zlomu zde vede lokální silnice 8993 a paralelně s ní i mezinárodní hranice s Libanonem. Převýšení mezi dnem údolí a vrcholkem hory dosahuje 200 metrů.